# Cyclopogon
Cyclopogon es un género de orquídeas (familia Orchidaceae). Tiene 80 especies. Se distribuye desde el sur de Florida hasta América tropical.
Es uno de los mayores géneros de la subtribu Spiranthinae, integrada por unas 80 especies herbáceas, que antiguamente pertenecían al género Spiranthes.

## Descripción
Tienen raíces carnosas.  Las hojas suelen estar presentes, a veces ausentes durante la floración de algunas especies; son muy decorativas, con retículas plateadas sobre un fondo de color verde oscuro  o en tonos rojizos.  La inflorescencia generalmente robusta se caracteriza por tener muchas flores poco vistosas, verdosas, blancas o rosadas, a veces muy fragantes. 

## Distribución y hábitat
En general, las plantas son de hábito terrestre y se encuentran en los pastizales húmedos, ocasionalmente pueden ser rupícolas o epífitas. Su centro de dispersión se encuentra en Brasil, pero aparecen en casi todos los países de América, excepto Canadá y Chile.

## Taxonomía
El género fue descrito por C.Presly publicado en Reliquiae Haenkeanae 1(2): 93, pl. 13, en 1827. La especie tipo es Cyclopogon ovalifolius C. Presl.

## Etimología
El nombre del género proviene del griego ciclo = círculo, y pogon = barba, en referencia a las partes del perianto generalmente pubescentes en las flores de todo el  tubo.

## Especies
Listado de las especies del género Cyclopogon aceptadas hasta mayo de 2011, ordenadas alfabéticamente. Para cada una se indica el nombre binomial seguido del autor, abreviado según las convenciones y usos y la publicación válida.
- Anexo:Especies de Cyclopogon